# Schigebiet Brunnalm/Hohe Veitsch
Das Schigebiet Brunnalm/Hohe Veitsch ist ein Schigebiet im Gemeindegebiet der Ortschaft Veitsch, einer Ortschaft der Gemeinde Sankt Barbara im Mürztal in der Steiermark in Österreich.

## Anlagen
Das Schigebiet verfügt über einen Vierer-Sessellift, drei Schlepplifte und einen Kinderlift. Die Pistenlänge beträgt circa 9 km – in allen Schwierigkeitsgraden. Ebenfalls anzutreffen sind eine Buckelpiste, viele Waldwegerl und ein Tiefschneehang. Ebenso verfügt das Schigebiet über mehrere Langlaufloipen, Rodelbahnen und einen Eislaufplatz.

## Lage
Das Schigebiet liegt in der Ortschaft Veitsch in der Steiermark und ist über die Semmering-Schnellstraße (kurz S6) bequem erreichbar.